# 歐洲綠蜥
歐洲綠蜥（學名：Lacerta viridis），是一種大型蜥蜴，分佈在歐洲中緯度地區，從斯洛文尼亞和奧地利東部到東至烏克蘭和土耳其的黑海沿岸。經常會在岩石或草坪上曬太陽，或躲在灌木叢中。牠被國際自然保護聯盟評為無危物種。